# Byablue
Byablue è un album in studio del musicista statunitense Keith Jarrett, pubblicato nel 1977.

## Tracce
1. Byablue - 7:19
2. Konya - 3:21
3. Rainbow - 8:32
4. Trieste - 9:37
5. Fantasm - 1:12
6. Yahllah - 8:27
7. Byablue - 3:42

## Formazione
- Keith Jarrett - piano, sassofono soprano, percussioni
- Dewey Redman - sassofono tenore, suona
- Charlie Haden - basso
- Paul Motian - batteria, percussioni